# Kamil Zayatte
Kamil Zayatte, né le 7 mars 1985 à Conakry (Guinée), est un footballeur international guinéen évoluant au poste de défenseur central.
Il participe à la Coupe d'Afrique des nations 2008 puis à la Coupe d'Afrique des nations 2012 avec la sélection guinéenne.

## Biographie

### En club
Formé au RC Lens, Zayatte ne s'impose pas dans ce club. Il est ainsi transféré en janvier 2007 au club suisse du BSC Young Boys. Avec cette équipe, il dispute deux matchs en Coupe de l'UEFA.
En septembre 2008, il rejoint l'équipe anglaise de Hull City. Avec ce club il dispute notamment 55 matchs en Premier League.
En janvier 2011, Zayatte se dirige vers la Turquie et le club de Konyaspor. Puis en juin 2011, il s'engage avec le club d'Istanbul BB.

### En équipe nationale
Kamil Zayatte participe à deux Coupe d'Afrique des nations avec l'équipe de Guinée : en 2008, où il atteint les quarts de finale, puis en 2012, où la Guinée est éliminée dès le premier tour et la coupe d’Afrique 2014 
Il participe également aux éliminatoires de la Coupe du monde 2010 puis de la Coupe du monde 2014.

## Carrière
- 2004- janv. 2007 :  RC Lens
- janv. 2007-déc. 2008 :  BSC Young Boys
  - sep. 2008-déc. 2008 :  Hull City (prêt)
- jan. 2009- janv. 2011 :  Hull City
- janv. 2011-2011 :  Konyaspor
- 2011-2013 :  Istanbul BB
- 2013-2015 :  Sheffield Wednesday
- Depuis 2015 :  Al-Raed[3]

## Palmarès
- Vainqueur de la Coupe Intertoto en 2005 avec le Racing Club de Lens